# Ritratto di fra' Gregorio Belo da Vicenza
Il Ritratto di fra' Gregorio Belo è un dipinto a olio su tela (87,3x71 cm) di Lorenzo Lotto, datato 1547 e conservato nel Metropolitan Museum a New York.

## Storia
L'iscrizione in basso a destra chiarisce l'identità dell'effigiato e la sua età: "F. Gregorr belo de Vicentia / eremite in Hieronimi Ordinis beati / fratri Petris de Pisis Anno / etatis eius LV, M.D.XLVII".
Il dipinto è ricordato anche nel Libro di spese diverse dell'artista, che aveva ricevuto l'incarico dal frate gerolimino il 9 dicembre 1546, completando l'opera nell'ottobre 1547.
Già nelle collezioni del maresciallo Schulenberg, che l'aveva acquistato a Venezia nel 1738, fu ceduto dai suoi eredi nel 1965 al museo statunitense.
Il personaggio raffigurato era eremitano dell'ordine di san Girolamo di cui divenne priore ne 1549. I

## Descrizione e stile
Sullo sfondo di un cielo cupo e con una rappresentazione della crocifissione con i dolenti alle spalle, il frate è rappresentato a mezza figura, molto vicino allo spettatore, mentre tiene con la sinistra un libro e con la mano destra stringe il pugno per colpirsi il petto, nella stessa posizione usata nell'iconografia del san Girolamo penitente. Con una certa semplicità di mezzi, tipica della fase più matura dell'artista, Lotto riesce comunque a comporre un ritratto di grande intensità, soprattutto con l'espressiva rappresentazione del volto, con i segni dell'età, e nella vigorosa mano chiusa, con un'attenta descrizione dei tendini e delle vene pulsanti.
Il dipinto è considerato uno dei migliori e più intensi eseguiti dall'artista in tarda età. l dipinto è da inserire nel periodo difficile per l'artista ormai anziano, che aveva precedentemente realizzato il dipinto commissionatagli dall'allora priore del medesimo convento Bernardo Bilioli Madonna di Loreto con santi Sebastiano e Rocco per la chiesa di Santa Maria Maddalena di Treviso, personaggio che lo aveva aiutato a trovare accoglienza presso la casa di Bartolomeo Carpan, di cui l'artista fece il ritratto, poi processato per eresia. L'immagine del frate che si percuote, porterebbe quindi a indicare il sofferto pentimento di un uomo che era stato forse troppo vicino alle idee luterane molto presenti sul territorio negli anni quaranta del Cinquecento. Lo sfondo tempestoso vorrebbe invece indicare il pentimento dell'artista stesso.